# Dulce Nombre de Maria
Dulce Nombre de Maria è un comune del dipartimento di Chalatenango, in El Salvador.